# Sainte-Foy-d’Aigrefeuille
Sainte-Foy-d’Aigrefeuille – miejscowość i gmina we Francji, w regionie Oksytania, w departamencie Górna Garonna.
Według danych na rok 1990 gminę zamieszkiwało 688 osób, a gęstość zaludnienia wynosiła 71 osób/km² (wśród 3020 gmin regionu Midi-Pireneje Sainte-Foy-d’Aigrefeuille plasuje się na 472. miejscu pod względem liczby ludności, natomiast pod względem powierzchni na miejscu 1113.).